# Branchiobdellida
Los gusanos de cangrejo (Branchiobdellida) son un orden de anélidos ectoparásitos o ectocomensales de crustáceos de agua dulce. Poseen similitudes tanto con las sanguijuelas como también con los oligoquetos, por lo que su clasificación ha sido cambiante. Son pequeños, de 1 a 10 mm, compuestos de 15 a 17 segmentos y tienen una cabeza modificada con una ventosa y un círculo de proyecciones digitiformes. Una ventosa posterior abarca la mayoría de segmentos.